# NGC 3871
NGC 3871 is een spiraalvormig sterrenstelsel in het sterrenbeeld Grote Beer. Het hemelobject werd op 3 april 1831 ontdekt door de Britse astronoom John Herschel.

## Synoniemen
- IC 2959
- UGC 6744
- MCG 6-26-31
- ZWG 186.41
- PGC 36702